# 児玉健
児玉 健（こだま たけし、1980年7月9日 - ）は、日本の、ドイツゲームゲームマスター、人狼ゲームゲームアドバイザー、人狼ゲームプレイヤー、そして、けん玉パフォーマーである。
ドイツゲーム（アナログゲーム）をプレイするアミューズメント施設「ドイツゲームスペース@Shibuya」をオープンし、人狼ゲーム専用施設「人狼ルーム」も開設、ゲームマスター（GM）として運営する。また、アドリブ舞台劇「人狼 ザ・ライブプレイングシアター」（「人狼TLPT」）では、稽古にてキャストへのゲーム指導を行う、ゲームアドバイザーを初期から務めるほか、「賢者コーダ」役で公演に出演する。
けん玉パフォーマンスコンビ「ず～まだんけ」の1人で、名前はコダマン（Kodaman）。パートナーはイージー（Easy／飯島広紀）。

## 来歴・人物
1980年7月9日、大阪府生まれ。兵庫県出身とも公表されている。高槻高等学校、大阪大学経済学部経済学科を卒業。
不動産会社コスモスイニシアに勤務していたが、29歳のときに辞職。会社に対する不満はなく仕事も充実していて、また、上司や同僚から慰留されたものの、未来を想像したときに浮かんでくる、地位や給与が上がりながらも仕事を続けている自分というイメージにショックを受け、よりわくわくすることを求めたというのが、退職の理由だった。この当時、リーマン・ショックの余波で、会社の人員削減が実施される、環境の変化の時期であり、これが深慮のきっかけとなっていた。
その後、海外旅行を経ながら将来を漠然と考えているうちに、かつて社長が話していた、「天職とは、人生の中で最も時間とお金をかけた物事」という言葉を思い出した。自分が玩具の趣味を長く続けてきた事実を見つめ直していると、それを天職にするという展望が開けてきた。そして決心もつき、様々な娯楽や遊び、おもちゃについて、研究と勉強に取り組むようになった。結果的に児玉は、人狼ゲームとけん玉の2つに特化することとなった。
1種類のおもちゃで数通りの遊び方を開発するなどのコンサルティングを行う、「おもちゃコンサルタント」の資格を取得している。
血液型はA。既婚で、娘が2人いる。また、父親は、スポーツ心理学者の児玉光雄。

## 人狼ゲーム

### 活動

#### ドイツゲームスペース@Shibuya、人狼ルーム
2011年6月に、児玉は「ドイツゲームスペース@Shibuya」をオープンした。ドイツゲームスペース@Shibuyaは、ドイツゲーム（アナログゲーム）のプレイ専用の、予約制の個室である。また、児玉を始めとした専属のゲームマスター（GM）がゲームをレクチャーする。
ドイツゲームスペースのオープンにあたり様々な娯楽を勉強する中で知ったものの1つが、人狼ゲームだった。人を集めたり場所を確保したりする必要があるため自力で遊ぶには大変そうだというのが、始めの印象だった。しかし、ドイツゲームスペースでは、人々に娯楽の場所を提供するという問題はすでに解決できているため、人数の問題の解決を目的に、9人以上が参加する人狼ゲームのイベントを、同年9月から定期的に開催することを決めた。これにより、参加者が、個人的に仲間を誘うことなく1人でも人狼ゲームに遊びに来られる環境を整えた。すると、どんどん人気が出て、おのずと人が集まるようになっていった。
2012年には、数種類の村を設けてゲームをする大人数参加のイベント「大人狼村」を企画し、以後も不定期に開催。
また、2013年3月には、複数団体によるイベント「人狼フェスティバル」を、ドイツゲームスペース@Shibuyaと株式会社人狼で共催した。発起人の児玉が各団体に声をかけた結果、月世界通信、セブンスキャッスル、よだかのレコード、すごろくや、ワンナイト人狼が加わった。
そして、ドイツゲームスペースオープンの約2年後、2013年7月には、人狼ゲーム専用の「人狼ルーム@Shibuya」を開設することとなった。また、2015年4月には、「人狼ルーム@Akiba」を、2016年10月には、「プレイスペース@Sugamo」をオープン。

#### 人狼 ザ・ライブプレイングシアター
アドリブ舞台劇「人狼 ザ・ライブプレイングシアター」（「人狼TLPT」）では、2012年10月のプレビュー公演時から、キャストへのゲーム指導を行う、ゲームアドバイザーを担っている。仕事のオファーを受けた当初は、ゲームマスターとしての出張の一環として、ルールにまつわるアドバイスをするだけの予定だったが、人狼TLPTが目指す舞台での人狼ゲームの世界について、予想と違い、自身の理想とするものにとても近いのを感じ、監修という立場を務めることを決めたという
。総合プロデューサーの桜庭未那は、児玉の指導の熱心さを評価している。

2013年2月には、「#03:VILLAGE I 雪深い村」の千秋楽ステージに「賢者 コーダ」として、初めてプレイヤーとして出演し、以後も年に数回の頻度で出演している。

#### ジンロリアン〜人狼〜
2013年4月に第1回が放送された、TBSのテレビ番組「ジンロリアン〜人狼〜」でも、児玉は監修・ゲームアドバイザーを務めた。きっかけは、番組プロデューサーの中島啓介が、同年1月にドイツゲームスペースを知って、児玉に会いに行ったことだった。その場で児玉から人狼TLPT公演に誘われ、実際に観覧した中島は、駆け引きのある心理戦の表現に可能性を感じ、また、人狼TLPTのように物語に深く入り込める番組の制作を目指し、企画書を書くに至った。なお、番組は、偶然同時期に制作・放送された、フジテレビの「人狼〜嘘つきは誰だ?〜」と比較すると、ゲーム性・バラエティ性よりもドラマ性に重点が置かれているが、これは中島の意向であり、出演キャストには、本当に死ぬと思ってプレイしてほしいと依頼していたという。

#### アルティメット人狼
2013年2月、ゲームクリエイターのイシイジロウは人狼TLPTを観覧し、児玉とゲームクリエイターらの、人狼ゲームを通した交流が始まった。児玉が、イシイ主催のゲームクリエイター人狼会に参加したり、また、ゲームクリエイターらが、人狼ルームに訪れたりするようになった。
2014年8月、「ゲームクリエイター人狼会vs人狼TLPT」と題されたアルティメット人狼に、「賢者 コーダ」として参加。第1戦では、ニコニコ生放送の視聴者投票によってMVPに選ばれ、シリーズで初めてのMVPとなった。「アルティメット人狼2」でも「賢者 コーダ」として出演、「3」では不出演だが「協力」として名を連ねている。「4」以後はイベントの主宰の1人であり、「児玉健」として出演している。

### 人狼ゲームに対する考え
- ゲームの形式について
  - 人狼ゲームのゲームマスター（GM）について、とにかくミスをしないことが大切であるとするが、参加者に対する気遣いがあるのが好ましいとしている。たとえば、投票時間になっても議論が続いているとき、プレイヤー同士で注意させるのではなく、先にやんわり言ってあげるなど。また、人狼ゲームにかかわらず、初心者を放置するのではなく、説明しケアをするゲームマスターの存在が重要であるという[24]。
  - 人狼ゲームでは、占い師（予言者）がゲーム開始前に任意のプレイヤーを占い、人狼か否かを判別できるルールが存在するが、ドイツゲームスペース（人狼ルーム）では採用していない。いくらかの確率で最初から人狼が見つかり、1人の脱落に直結してしまうが、これを避けるためである。同様の理由で、ゲーム開始時に犠牲者が出るルールも絶対に採用しない[25]。なお、人狼TLPTの劇中ルールでも同じ仕様となっている[26]。
- ゲームの特性について
  - 人狼ゲームは、プレイヤー同士が喋らないと成立しないゲームであると述べる。話すことによってしか嘘つきの負担は増えず、ボロは出ないため。換言すれば、しぐさだけでは嘘を見抜くことができない。ゲーム中のしぐさはむしろ、議論のとっかかりとしてや、濡れ衣を着せるための方法として用いられるとする[27]。
  - 人狼ゲームにおける嘘について、分類があるとし、一例として、参加者を間違った方向に誘導する「他人を巻き込む嘘」と、自分が嘘つきであることを否定する「自己完結的な嘘」の、二項を提示している。また、騙されることの快感や、ほかのプレイヤーが発揮した、人を信じさせる技術への感動は、一般社会では得難い、人狼ゲーム特有の魅力であると説いている[28]。

## けん玉

### 活動

#### ず～まだんけ
コダマンとして、けん玉パフォーマンスコンビ「ず～まだんけ」の1人として活動している。パートナーのイージー（飯島広紀）は、コダマンの「相方兼師匠」という位置づけ。年間100ステージ以上に出演している。「GLOKEN」（「一般社団法人グローバルけん玉ネットワーク」）は、ず～まだんけの公式サポーター。使用しているけん玉は、同じくサポーターであるブランド「夢元無双」のモデルであり、パフォーマンス用のため通常のモデルよりもサイズが大きい。

##### 来歴
2010年の春、おもちゃコンサルタントの資格取得のために通っていた養成講座にて、休憩時間、けん玉をしていた飯島と出会った。飯島のけん玉技がかっこよかったのを見て、児玉は初めてけん玉をおもしろいと感じ、けん玉に対する印象が一転した。こうして、飯島にけん玉を教わるようになった。その後、同年11月の、東京おもちゃ美術館開催のおもちゃフォーラムでの出展の内容について、飯島が、2人でけん玉のパフォーマンスをしようと提案。2人での練習をさらに繰り返して挑み、これが、2人による初めてのけん玉ショーとなった。

同年12月7日に、ず～まだんけを正式に結成。以後、けん玉ショーやけん玉教室の回を重ねていき、メディア出演・全国各地でのイベント出演が続いていった。
- 個人単位ではなくコンビとしてけん玉パフォーマンスをする表現形式について、コダマン、イージー両者ともに、楽しさ、おもしろさを挙げ、さらに、ほかのパフォーマーと比較したときに、珍しいこと、そして、可能なパフォーマンスが多いことについても言及している。また、けん玉の紐を外すという考案は、見た目のかっこよさや派手さを重視する、ず～まだんけのパフォーマンスの特色となり、さらに、音楽やダンスとの組み合わせも合わさって、既成概念にとらわれない自由なスタイルが確立していった[10][32][33][34]。

2014年になると、ず～まだんけの活動はさらに発展した。4月から、NHK教育テレビジョンのニャンちゅうワールド放送局でコーナーの担当が始まった。7月には、第1回けん玉ワールドカップ廿日市市にて、ライブパフォーマンスで出演（翌年以降もゲストとして参加している）。10月には、初となるDVD『ZOOMASTYLE』をポニーキャニオンより発売した。また、11月には、Kuma Films制作の、ず～まだんけによるパフォーマンスビデオが、「World's Most Amazing Kendama Ninjas」と題され、YouTubeにアップロードされた。2016年9月現在では、再生回数が240万回を超えている。
2015年9月には、けん玉世界選手権 1on1 トーナメント「CATCH&FLOW」に、コダマン、イージーともに、選手として参加。翌年も参加。
2016年10月3日放送の『乃木坂工事中』の企画「1カ月あったらコレできます! 乃木坂46夏休みの課題大披露」にて、ず～まだんけとして川村真洋（乃木坂46）に「ストリートけん玉」を指導し、披露の際、川村のバックダンサーとして出演した。
2016年12月31日、第67回NHK紅白歌合戦では、三山ひろしの「四万十川〜けん玉大使編〜」に出演。
2017年12月31日、第68回NHK紅白歌合戦で、三山ひろしの「男の流儀〜けん玉世界記録への道〜」に出演。

#### TOKYO DAMA GIRLS
コダマンは、けん玉パフォーマンスユニット、「TOKYO DAMA GIRLS」をプロデュースしている。2015年4月より始動。メンバーは、DAMAERIKA、DAMAMIRAI、DAMAMANAMIで、2016年2月よりDAMARINAも加入している。

### けん玉に対する考え
児玉は、日本の伝統であったけん玉が世界進出したことで、けん玉のイメージの改変が起こった旨を指摘している。日本のけん玉は元来、主に正確さや速さを競うものであったが、アメリカを筆頭とした海外の国は、先入観抜きにけん玉を画期的なおもちゃとして捉え、プレイヤーたちは独創性やダイナミックさを求めて技を開発・披露していき、そしてそういったパフォーマンスが、けん玉の文化を洗練していると考察している。日本国内でのけん玉の商品のバラエティが豊かになっていったのも、海外のけん玉ビジネスの柔軟な発想による影響であると述べる。その一方で、国内におけるけん玉の普及の課題は、ほか多くの競技が抱える問題と同じく、スペースの確保であるという。

## 書籍

### 共著
- 丹野宏昭・児玉健『人狼ゲームで学ぶコミュニケーションの心理学 嘘と説得 コミュニケーショントレーニング』（新曜社、2015年7月、ISBN 4788514397）

### 監修
- ず～まだんけ・一般社団法人グローバルけん玉ネットワーク 監修『DVDで完全マスター！ けん玉テクニック～基本技からフリースタイルまでプロが伝授！～』（メイツ出版、2015年7月、ISBN 4780416256）
- ZOOMADANKE 監修『ZOOMADANKEとあそぼう！ けん玉』（ポプラ社、2015年10月、ISBN 4591146863）

## DVD
- ず~まだんけ（ZOOMADANKE）KENDAMA CLIPS 『ZOOMASTYLE』（ポニーキャニオン、2014年10月）[39]

## 出演

### テレビ

#### 現在出演中の番組
- ニャンちゅうワールド放送局 日曜17:00〜17:25 （NHK Eテレ）

### 公演

#### 人狼ゲーム
- 人狼 ザ・ライブプレイングシアター[5]
  - 人狼 ザ・ライブプレイングシアター #03:VILLAGE I 雪深い村（2013年1月、サンモールスタジオ） - 賢者 コーダ 役
  - 人狼 ザ・ライブプレイングシアター #06:VILLAGE IV（2013年8月、シアターブラッツ） - 賢者 コーダ 役
  - 人狼 ザ・ライブプレイングシアター #07:CASTLE 月虹に浮かぶ城（2013年10月、相鉄本多劇場） - 賢者 コーダ 役
  - 人狼 ザ・ライブプレイングシアター #09:VILLAGE V 冬霧に冴ゆる村（2014年1月、上野ストアハウス） - 賢者 コーダ 役
  - 人狼 ザ・ライブプレイングシアター #11:VILLAGE VI 春風の薫る村（2014年3月、サンモールスタジオ） - 賢者 コーダ 役
  - 人狼 ザ・ライブプレイングシアター #13:VILLAGE VII 夏草がそよぐ村（2014年7月～8月、シアターKASSAI） - 賢者 コーダ 役
  - 人狼 ザ・ライブプレイングシアター X 新撰組 〜壬生村の狼　至誠の巻〜（2014年9月、CBGKシブゲキ!!） - 解説
  - 人狼 ザ・ライブプレイングシアター #16:VILLAGE IX 雪の花咲ける村（2014年12月、シアターKASSAI） - 賢者 コーダ 役
  - 人狼 ザ・ライブプレイングシアター #17:DEPTH 贖罪の海（2015年2月、情報通信交流館e-とぴあ・かがわ）EXステージ - 児玉健
  - 人狼 ザ・ライブプレイングシアター サテライト#01:夏雲を仰ぐ村（2015年7月、インディペンデントシアター2nd（大阪）） - 賢者 コーダ 役
  - 人狼 ザ・ライブプレイングシアター X「PSYCHO-PASS サイコパス」 ～INNOCENT MURDERER～（2015年9月、シアターサンモール）- 解説
  - 人狼 ザ・ライブプレイングシアター #21:SPECIAL VILLAGE 三周年記念公演（2015年9月、新宿村LIVE） - 賢者 コーダ 役
  - 人狼 ザ・ライブプレイングシアター サテライトSP　X'mas VILLAGE（2015年12月、博多リバレインホール） - 賢者 コーダ 役
  - 人狼 ザ・ライブプレイングシアター ナンジャタウンSTAGE ナジャヴポーションパニック（2016年6月、ナンジャタウン レッドサロン）- コダマサン 役
  - 人狼 ザ・ライブプレイングシアター ラグナロクステージ（新宿村LIVE、2016年7月） - 賢者 コーダ 役
  - 人狼 ザ・ライブプレイングシアター #24:VILLAGE XII 深紅に染まる村（新宿村LIVE、2016年10月） - 賢者 コーダ 役
- アルティメット人狼[50]
  - アルティメット人狼（2014年8月24日、東京カルチャーカルチャー、ニコニコ生放送）「ゲームクリエイター人狼会vs役者（人狼TLPT）」 - 賢者 コーダ 役
  - アルティメット人狼2（2014年12月19日、東京カルチャーカルチャー、ニコニコ生放送） - 賢者 コーダ 役
  - アルティメット人狼4 第1部・第2部（2015年9月13日、東京カルチャーカルチャー、ニコニコ生放送）
  - アルティメット人狼5 第2部 （2016年1月17日、新宿FACE、ニコニコ生放送）
  - アルティメット人狼6 第1部・第2部（2016年6月5日、Red Bull Studios Tokyo Hall、ニコニコ生放送）　　
  - アルティメット人狼7 第1部・第2部 （2016年10月1日、新宿FACE、ニコニコ生放送）
  - アルティメット人狼8 第1部・第2部 （2017年5月7日、新宿FACE、ニコニコ生放送）